# Thomas H. Epps III
Thomas H. Epps, III est un chimiste américain et professeur Thomas & Kipp Gutshall de génie chimique et biomoléculaire à l'Université du Delaware. Il a un poste conjoint en science et ingénierie des matériaux et un poste affilié en génie biomédical. Il est directeur du Centre de recherche sur la matière molle et les polymères, directeur du Centre pour les matériaux hybrides, actifs et réactifs (une fondation nationale pour la science, Centres de recherche en sciences et ingénierie des matériaux (en)) et codirecteur du Centre pour les innovations en plastique (un département de l'énergie, centre de recherche sur les frontières énergétiques). Ses recherches portent sur la conception, la synthèse, la caractérisation et l'application de polymères contenant des nanostructures liées aux matériaux biosourcés, à l'administration de médicaments, à l'énergie alternative (batteries), à la nanomodélisation et aux équipements de protection individuelle à base de composites. Il est également co-fondateur de Lignolix, qui se concentre sur la valorisation des déchets de biomasse.

## Jeunesse et éducation
Epps est né de Ruth Epps, professeur de comptabilité à la Virginia Union University et à la Virginia Commonwealth University, et de Thomas H. Epps, Jr, professeur de chimie à la Virginia State University. Il a grandi dans le comté de Chesterfield, en Virginie . Epps a obtenu son diplôme de premier cycle au Massachusetts Institute of Technology . Il a été l'une des premières personnes à être sélectionnées comme chercheur minoritaire de l'American Chemical Society . Il y est resté pour ses études supérieures, complétant une maîtrise en génie chimique (Practice School) en 1999 avant de déménager à l'Université du Minnesota pour son doctorat. À l'Université du Minnesota, il a travaillé sous la supervision de Frank S. Bates (en) . Après avoir terminé ses recherches de doctorat, Epps a rejoint le National Institute of Standards and Technology en tant que membre du National Research Council dans la division des polymères

## Recherche et carrière
À l'été 2006, Epps a rejoint l'Université du Delaware ,. Ici, ses recherches portent sur des assemblages nanostructurés de polymères pour une variété d’applications . Il s'est notamment intéressé aux copolymères séquencés, des polymères composés de deux ou plusieurs unités chimiquement différentes . Plus précisément, Epps développe des copolymères séquencés qui peuvent s'assembler en structures à l'échelle nanométrique avec des formes, des tailles et des orientations moléculaires soigneusement contrôlées
En manipulant les régions entre les blocs pour contrôler les transitions de phase et l'emballage intermoléculaire, Epps a étudié les interactions interfaciales des copolymères à blocs coniques. Il a également été le pionnier du développement de substrats à gradient et de surfaces libres pour le dépôt de films minces de copolymères à blocs. Epps a montré que les Monocouche auto-assemblée (en) de chlorosilane utilisées en combinaison avec un revêtement par écoulement et des gradients de vapeur de solvant peuvent donner lieu à des nanostructures dotées de propriétés optiques et électroniques précises ,. Epps a passé l'année 2013 en tant que Martin Luther King Jr. Fellow au Massachusetts Institute of Technology, où il a travaillé avec Timothy M. Swager sur l'auto-assemblage de polymères,
En 2016, il a démontré qu'il était possible de synthétiser de nouveaux polymères aux propriétés thermiques ajustables grâce à l'utilisation de déchets provenant de l'industrie de la pâte et du papier , Il a reçu une subvention de 4 millions de dollars de la National Science Foundation pour développer de nouvelles voies de synthèse permettant le développement de nouveaux matériaux à partir de la lignine . En parlant du nouveau programme, Epps a déclaré : « L'un des grands problèmes que nous voulons résoudre est la durabilité... pas seulement réfléchir à la possibilité de fabriquer de nouveaux polymères ou catalyseurs à partir de la biomasse, mais comprendre l'impact de ces polymères sur l'environnement, en termes de toxicité et en termes de ressources. ». Il a ensuite fondé Lignolix, une société dérivée qui se concentre sur la fabrication de matériaux durables à partir de biomasse renouvelable. Lignolix a remporté le concours FastPass 2019 de l'Université du Delaware 
Epps a réalisé des batteries à base de polymère pour les batteries lithium-ion, où le polymère joue le rôle d'électrolyte liquide. Le polymère empêche la calcification des électrodes positives et négatives de la batterie, qui peut autrement provoquer des étincelles et des incendies. Les polymères permettent également une charge/décharge rapide grâce à la formation de petits canaux qui permettent un transport rapide des ions
En 2020, Epps et LaShanda Korley (en) ont été nommés directeurs du Centre d'innovation pour les plastiques du Département de l'énergie des États-Unis . Le centre, d'une valeur de 11,65 millions de dollars, rassemble des chercheurs de l'Université du Delaware, de l'Université de Chicago, de l'Université du Massachusetts à Amherst et du Laboratoire national d'Oak Ridge pour recycler les déchets plastiques . En 2020 également, Epps a été nommé directeur du Centre pour les matériaux hybrides, actifs et réactifs (UD CHARM) de l'Université du Delaware, un centre de recherche scientifique et d'ingénierie des matériaux de la National Science Foundation. Le centre de 6,5 millions de dollars rassemble des chercheurs de l'Université du Delaware, de l'Université de Pennsylvanie et du National Institute of Standards & Technology 

## Prix et distinctions
- Membre de l'Académie nationale des inventeurs (en) 2021 [19]
- Boursier 2021 de l'Institut américain d'ingénierie médicale et biologique (en) [20]
- Prix Percy L. Julian 2020 de l'Organisation nationale pour l'avancement professionnel des chimistes et ingénieurs chimistes noirs [21]
- 2020 American Chemical Society Éminents chimistes afro-américains [22]
- 2018 Élu membre de la Royal Society of Chemistry [23]
- 2017 Élu membre de l'American Physical Society [24]
- Médaille John H. Dillon (en) 2016 de l'American Physical Society [25]
- Prix Owens Corning du jeune chercheur 2015 de l'American Institute of Chemical Engineers [26],[27]
- 2014 Kavli Foundation Fellow des Académies nationales des sciences, de l'ingénierie et de la médecine
- Prix du jeune chercheur Sigma Xi 2014 [28]
- Professeur invité Martin Luther King Jr. du Massachusetts Institute of Technology 2012 [8]
- Prix du professeur DuPont 2010
- Prix présidentiel de début de carrière 2009 pour les scientifiques et les ingénieurs [8]

## Sélection de publications
- (en) Albert et Epps, « Self-assembly of block copolymer thin films », Materials Today, vol. 13, no 6,‎ 1er juin 2010, p. 24–33 (ISSN 1369-7021, DOI 10.1016/S1369-7021(10)70106-1)
- (en) Young, Kuan et Epps, « Block copolymer electrolytes for rechargeable lithium batteries », Journal of Polymer Science Part B: Polymer Physics, vol. 52, no 1,‎ 1er janvier 2014, p. 1–16 (DOI 10.1002/polb.23404, Bibcode 2014JPoSB..52....1Y, lire en ligne )
- (en) Theato, Sumerlin, O'Reilly et Epps, III, « Stimuli responsive materials », Chemical Society Reviews, vol. 42, no 17,‎ 2013, p. 7055–7056 (ISSN 0306-0012, PMID 23881304, DOI 10.1039/c3cs90057f, lire en ligne )